# Lista de nomes de furacões retirados no Atlântico

Percorridos acumulados dos furacões retirados

Isto é uma lista de nomes de furacões no Atlântico retirados. Nomes são gerenciados pela Organização Meteorológica Mundial (OMM), que mantém seis listas alfabéticas de 21 nomes, com uma lista usada por ano. Isso normalmente resulta em um nome sendo reutilizado a cada 6 anos. Entretanto, furacões particularmente destrutivos nas regiões que afectam podem ter seus nomes permanentemente retirados do uso no Atlântico, numa reunião em março, abril ou maio de cada ano. O processo de retirar os nomes de furacões do Atlântico de forma indefinida iniciou-se oficialmente em 1969. Antes de 1969, os nomes de tempestades significativas foram retirados durante dez anos. Desde 1953, uma média de um nome de tempestade tem sido retirado para a cada temporada, ainda que muitas temporadas (a mais recente 2014) não têm tido nomes retirados, e outras (como a temporada de 2005), cinco nomes foram retirados.
Os nomes são retirados em função de uma petição formulada por um ou mais dos países afectados por um furacão, em março, abril ou maio na reunião da OMM. Conquanto nenhuma solicitação tem sido recusada. Tempestades, como o furacão Gordon de 1994 e o furacão Hanna de 2008 causaram uma grande quantidade de mortes e de destruição, no entanto, não se retiraram porque o principal país afectado (Haiti) não o solicitou.

## Informação geral
Teoricamente, um furacão ou uma tempestade tropical de qualquer força podem ter o seu nome retirado, o retiro baseia-se inteiramente no nível de danos causados por uma tempestade. No entanto, até 1972, nenhum furacão de categoria 1 tinha sido retirado, e nenhuma tempestade tropical tinha sido retirada até 2001. Isto é ao menos em parte devido ao facto de que as tempestades mais débil tendem a causar menos danos, e as poucas tempestades fracas que têm retirado os seus nomes causaram a maior parte da sua destruição por fortes chuvas em lugar dos ventos.
Desde 1953, 73 tempestades têm retirado o seu nome. Destas, dois (Carol e Edna) foram reutilizados após a tempestade pelos que foram retirados, mas mais tarde se retirou com efeito retroactivo, e outros dois (Hilda e Janet) foram incluídos nas listas após as tempestades, mas não se reutilizaram antes de ser retirados com carácter retroactivo. Os registos históricos não são claros sobre a situação de Gracie da temporada de 1959. O lugar oficial da NHC não informa de Gracie como um nome retirado, mas é amplamente conhecido como retirado, incluído por outras fontes oficiais.
Se todos os nomes na lista normal de uma temporada se esgotam, as tempestades apanham então o nome das letras do alfabeto grego (Alpha, Beta, Gama, etc) A diferença dos nomes normais, estes não podem ser retirados. Se uma tempestade com um nome grego consegue chegar à força e ter o impacto que daria lugar ao retiro, a letra grega listar-se-ia com uma nota indicando que o nome estaria ainda em uso para futuras tempestades.
Desde 1953, as seguintes temporadas não têm tido nomes retirados na temporada: 1953, 1956, 1958, 1962, 1968, 1971, 1973, 1976, 1978, 1981, 1982, 1984, 1986, 1987, 1993, 1994, 1997, 2006 e 2009, 2014.

## Listas de nomes retirados

### Lista por intensidade

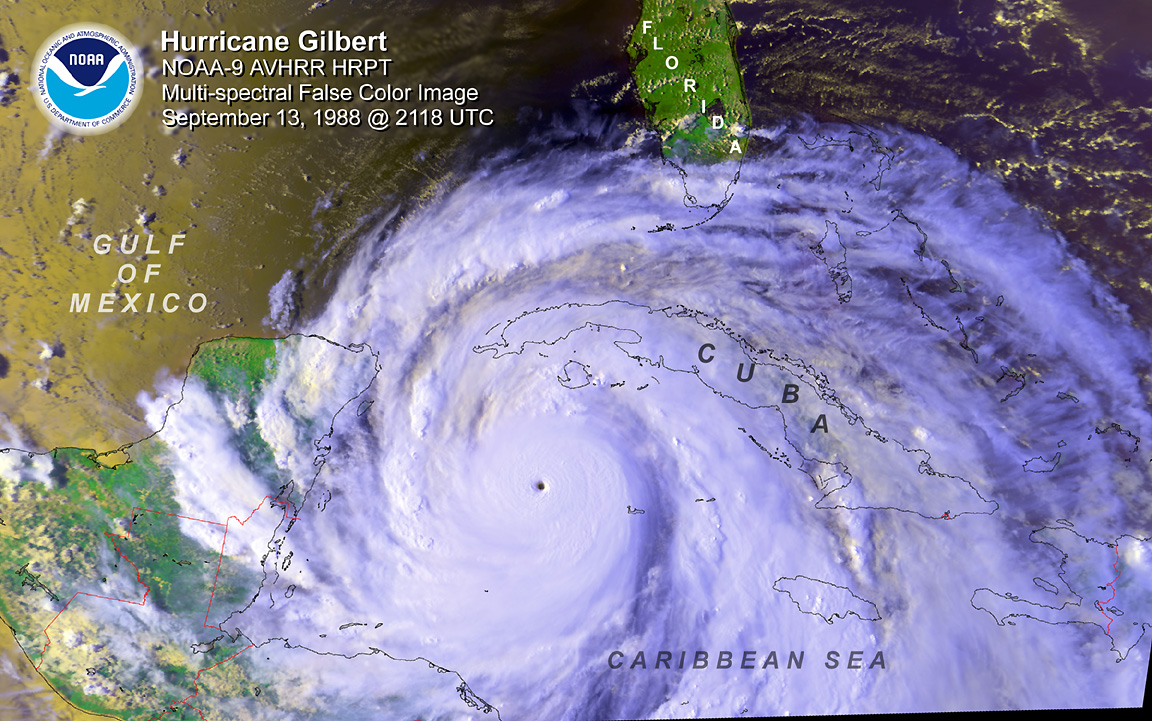
O furacão Gilbert em sua máxima intensidade. O furacão Gilbert foi o segundo mais intenso do Atlântico.

Lista de todos os nomes de furacões retirados ordenados por sua máxima intensidade, que é determinada pelas medidas da quantidade de pressão mínima central.
Ainda que a intensidade dos ciclones tropicais mede-se só pela pressão central, as velocidades do vento também se estimam, a escala Saffir-Simpson se usa na bacia do Atlântico para a faixa dos furacões de acordo com o seu vento sustentado durante 1 minuto mais forte. Ainda que a maioria dos furacões não tocará terra em sua máxima intensidade, são definidos pela sua máxima categoria e não pela sua categoria ao tocar terra.
Das tempestades no Atlântico, cujos nomes têm sido retirados, uma atingiu seu ponto máximo como uma tempestade tropical, cinco atingiram a categoria 1, quatro atingiram a categoria 2, doze atingiram a categoria 3, trinta e um atingiram a categoria 4 e vinte atingiram a categoria 5. Muitas tempestades de alta intensidade não têm retirado os seus nomes porque não tocaram terra: como Karl; porque que chegaram a terra num área na que podiam fazer muito pouco dano: como Bret; porque debilitaram-se consideravelmente antes de tocar terra: como Ethel; ou porque não se fizeram nenhuma solicitação de retirada: como Emily. No entanto, desde a introdução da retirada dos nomes, só quatro furacões de categoria 5 não têm retirado os seus nomes.
Das tempestades que se listam a seguir, um, o furacão Cesar, atingiu o seu pico de força, após cruzar ao Oceano Pacífico e foi rebaptizado como o furacão Douglas. Com o nome de Cesar estava nas listas de nomes do Atlântico e só foi retirado Cesar, está na lista de sua força máxima como Cesar. A Tempestade Tropical Allison e Tempestade tropical Erika são até ao momento os únicos que não atingiram a categoria de furacão e que seus nomes tenham sido retirados. Isto se baseia na devastadora inundação de marés de tempestade e os danos causados em Houston em junho de 2001 por Allison. As devastações e mortes causadas na ilha Dominica em agosto de 2015 por Erika.
| Nome     | Temporada | Nós1 | Km/h1 | Mph1 | mbar (hPa²) |
| -------- | --------- | ---- | ----- | ---- | ----------- |
| Allison  | 2001      | 50   | 95    | 60   | 1000        |
| Cesar    | 1996      | 75   | 140   | 85   | 990         |
| Klaus    | 1990      | 70   | 130   | 80   | 985         |
| Noel     | 2007      | 70   | 130   | 80   | 980         |
| Diana    | 1990      | 85   | 160   | 100  | 980         |
| Stan     | 2005      | 70   | 130   | 80   | 977         |
| Agnes    | 1972      | 75   | 140   | 85   | 977         |
| Fifi     | 1974      | 95   | 175   | 110  | ≤971        |
| Juan     | 2003      | 90   | 170   | 105  | 969         |
| Diane    | 1955      | 105  | 190   | 120  | ≤969        |
| Alicia   | 1983      | 100  | 180   | 115  | 963         |
| Carol    | 1954      | 100  | 185   | 115  | 957         |
| Roxanne  | 1995      | 100  | 180   | 115  | 956         |
| Eloise   | 1975      | 110  | 200   | 125  | 955         |
| Edna     | 1954      | 105  | 190   | 120  | ≤954        |
| Elena    | 1985      | 110  | 200   | 125  | 953         |
| Bob      | 1991      | 100  | 180   | 115  | 950         |
| Jeanne   | 2004      | 105  | 190   | 120  | 950         |
| Gracie   | 1959      | 120  | 225   | 140  | 950         |
| Cleo     | 1964      | 135  | 250   | 155  | ≤950        |
| Marilyn  | 1995      | 100  | 180   | 115  | 949         |
| Íris     | 2001      | 125  | 230   | 145  | 948         |
| Fran     | 1996      | 105  | 190   | 120  | 946         |
| Audrey   | 1957      | 125  | 230   | 145  | ≤946        |
| Celia    | 1970      | 110  | 200   | 125  | 945         |
| Paloma   | 2008      | 125  | 230   | 145  | 944         |
| Frederic | 1979      | 115  | 215   | 135  | 943         |
| Dora     | 1964      | 120  | 225   | 140  | 942         |
| Keith    | 2000      | 120  | 225   | 140  | 941         |
| Gustav   | 2008      | 130  | 240   | 150  | 941         |
| Charley  | 2004      | 130  | 240   | 150  | 941         |
| Hilda    | 1964      | 130  | 240   | 150  | 941         |
| Betsy    | 1965      | 135  | 250   | 155  | 941         |
| Flora    | 1963      | 120  | 225   | 140  | 940         |
| Lili     | 2002      | 125  | 230   | 145  | 940         |
| Fabian   | 2003      | 125  | 230   | 145  | 939         |
| Ione     | 1955      | 105  | 190   | 120  | ≤938        |
| Georges  | 1998      | 135  | 250   | 155  | 937         |
| Hazel    | 1954      | 130  | 240   | 150  | ≤937        |
| Connie   | 1955      | 125  | 230   | 145  | ≤936        |
| Hortense | 1996      | 120  | 225   | 140  | 935         |
| Luis     | 1995      | 120  | 225   | 140  | 935         |
| Ike      | 2008      | 125  | 230   | 145  | 935         |
| Frances  | 2004      | 125  | 230   | 145  | 935         |
| Isidore  | 2002      | 110  | 200   | 125  | 934         |
| Michelle | 2001      | 120  | 225   | 140  | 933         |
| Lenny    | 1999      | 135  | 250   | 155  | 933         |
| Joan     | 1988      | 125  | 230   | 145  | 932         |
| Carla    | 1961      | 150  | 280   | 175  | 931         |
| Dennis   | 2005      | 130  | 240   | 150  | 930         |
| Donna    | 1960      | 140  | 260   | 160  | ≤930        |
| Felix    | 2007      | 150  | 280   | 175  | 929         |
| Inez     | 1966      | 130  | 240   | 150  | 929         |
| Carmen   | 1974      | 130  | 240   | 150  | 928         |
| Anita    | 1977      | 150  | 280   | 175  | 926         |
| David    | 1979      | 150  | 280   | 175  | 924         |
| Beulah   | 1967      | 140  | 260   | 160  | ≤923        |
| Andrew   | 1992      | 150  | 280   | 175  | 922         |
| Floyd    | 1999      | 135  | 250   | 155  | 921         |
| Hattie   | 1961      | 140  | 260   | 160  | ≤920        |
| Gloria   | 1985      | 125  | 230   | 145  | 919         |
| Hugo     | 1989      | 140  | 260   | 160  | 918         |
| Opal     | 1995      | 130  | 240   | 150  | 916         |
| Isabel   | 2003      | 145  | 270   | 165  | 915         |
| Janet    | 1955      | 150  | 280   | 175  | ≤914        |
| Ivan     | 2004      | 145  | 270   | 165  | 910         |
| Dean     | 2007      | 150  | 280   | 175  | 905         |
| Mitch    | 1998      | 155  | 285   | 180  | 905         |
| Camille  | 1969      | 165  | 305   | 190  | ≤905        |
| Katrina  | 2005      | 150  | 280   | 175  | 902         |
| Sandy    | 2012      | 121  | 201   | 110  | 954         |
| Rita     | 2005      | 155  | 290   | 180  | 895         |
| Gilbert  | 1988      | 160  | 295   | 185  | 888         |
| Wilma    | 2005      | 160  | 295   | 185  | 882         |
| Ingrid   | 2013      | 75   | 140   | 85   | 983         |
| Erika    | 2015      | 45   | 85    | 50   | 1003        |
| Joaquin  | 2015      | 135  | 250   | 155  | 931         |
| Matthew  | 2016      | 140  | 260   | 160  | 934         |
| Otto     | 2016      | 100  | 185   | 115  |             |

### Lista por danos totais

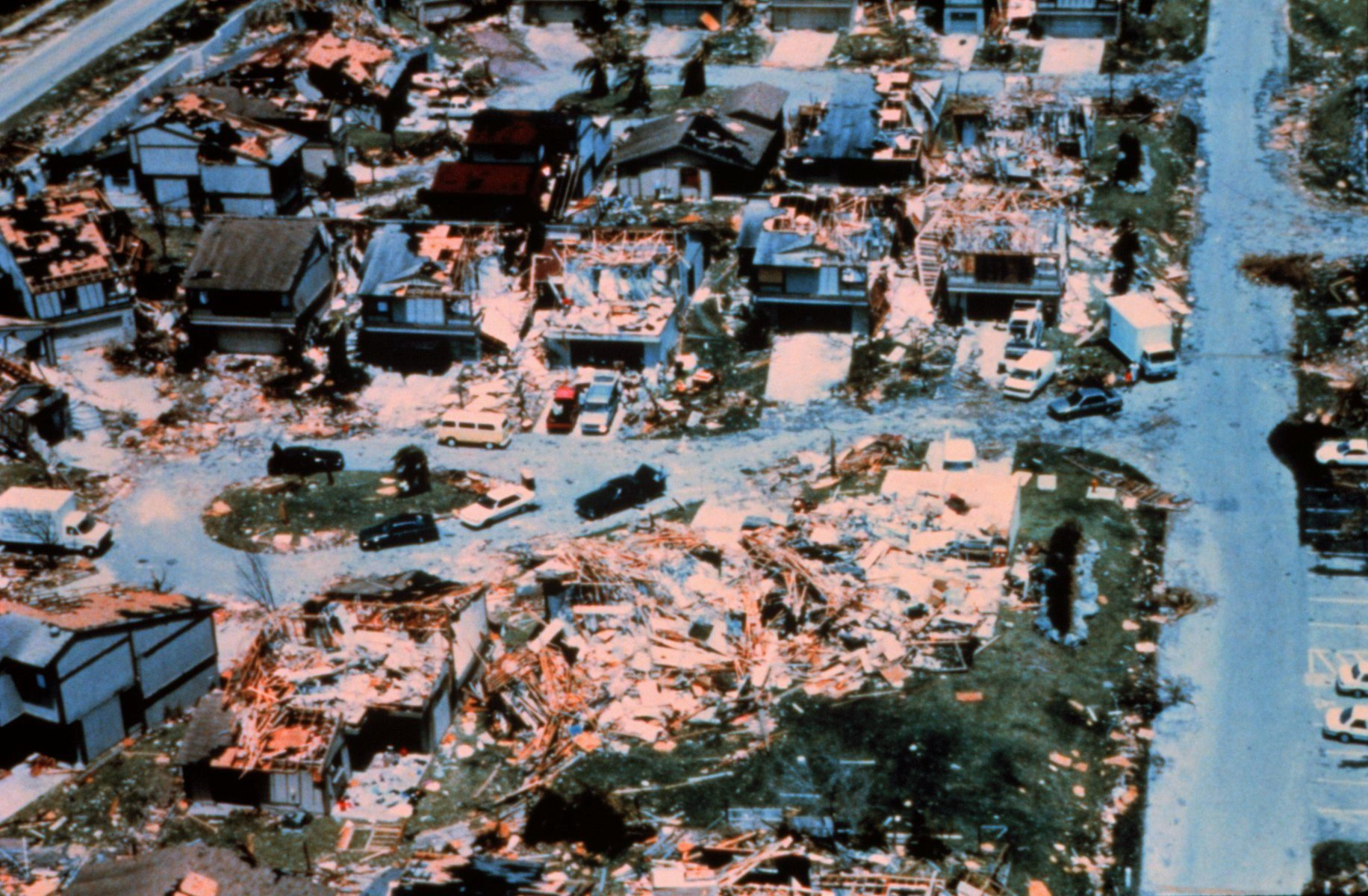
Devastación causada pelo Furacão Andrew no sul de Flórida. O furacão Andrew foi o terceiro furacão do Atlântico mais prejudicial.

Esta lista de todos os furacões retirados do Atlântico ordenada pelos seus danos totais (em 2005 USD).
Os nomes pelo geral são retirados por duas razões, já seja porque foram particularmente prejudiciais ou particularmente mortais (um pequeno número de tempestades são por ambos). Devido aos crescentes níveis de desenvolvimento ao longo da costa do Atlântico, Mar do Caribe e o Golfo do México, as tempestades mais recentes tendem a ser mais prejudiciais que as maiores das tempestades inclusive quando a inflação se tem em conta.
Alguns dados podem ser incompletos e contados os danos num único lugar, enquanto a tempestade afectou a vários. Isto é especialmente verdadeiro para os maiores furacões. O cálculo dos custos actualizados faz-se usando o IPC;
| Nome     | Temporada | Danos (no momento) | Dano (2008 USD) |
| -------- | --------- | ------------------ | --------------- |
| Katrina  | 2005      | $81.2 bilhão       | $81.2 bilhão    |
| Sandy    | 2012      | 53.9 bilhão        | 53.9 bilhão     |
| Andrew   | 1992      | $26.5 bilhão       | $52.4 bilhão    |
| Ike      | 2008      | $32.0 bilhão       | $32 bilhão      |
| Wilma    | 2005      | $29.1 bilhão       | $29.1 bilhão    |
| Hugo     | 1989      | $10.0 bilhão       | $15.6 bilhão    |
| Charley  | 2004      | $15.0 bilhão       | $15.4 bilhão    |
| Ivan     | 2004      | $14.2 bilhão       | $14.6 bilhão    |
| Rita     | 2005      | $10.0 bilhão       | $10.0 bilhão    |
| Agnes    | 1972      | $2.1 bilhão        | $9.6 bilhão     |
| Frances  | 2004      | $8.9 bilhão        | $9.1 bilhão     |
| Betsy    | 1965      | $1.42 bilhão       | $8.5 bilhão     |
| Gilbert  | 1988      | $5 bilhão          | $8.1 bilhão     |
| Camille  | 1969      | $1.42 bilhão       | $7.5 bilhão     |
| Jeanne   | 2004      | $6.9 bilhão        | $7.1 bilhão     |
| Georges  | 1998      | $5.9 bilhão        | $6.8 bilhão     |
| Gustav   | 2008      | $6.61 bilhão       | $6.61 bilhão    |
| Frederic | 1979      | $2.3 bilhão        | $6.5 bilhão     |
| Mitch    | 1998      | $5 bilhão          | $5.8 bilhão     |
| Diane    | 1955      | $832 milhões       | $5.7 bilhão     |
| Allison  | 2001      | $5 bilhão          | $5.4 bilhão     |
| Floyd    | 1999      | $4.5 bilhão        | $5.1 bilhão     |
| Dennis   | 2005      | $5.0 bilhão        | $5.0 bilhão     |
| David    | 1979      | $1.54 bilhão       | $4.4 bilhão     |
| Fran     | 1996      | $3.2 bilhão        | $3.9 bilhão     |
| Alicia   | 1983      | $2 bilhão          | $3.8 bilhão     |
| Fifi     | 1974      | $900 milhões       | $3.7 bilhão     |
| Opal     | 1995      | $3 bilhão          | $3.7 bilhão     |
| Isabel   | 2003      | $3.4 bilhão        | $3.6 bilhão     |
| Carol    | 1954      | $461 milhões       | $3.2 bilhão     |
| Flora    | 1963      | $529 milhões       | $3.2 bilhão     |
| Joan     | 1988      | $2 bilhão          | $3.2 bilhão     |
| Luis     | 1995      | $2.5 bilhão        | $3.1 bilhão     |
| Hazel    | 1954      | $381+ milhões      | $2.6 bilhão     |
| Donna    | 1960      | $400 milhões       | $2.5 bilhão     |
| Allen    | 1980      | $1 bilhão          | $2.5 bilhão     |
| Celia    | 1970      | $450 milhões       | $2.3 bilhão     |
| Michelle | 2001      | $2 bilhão          | $2.2 bilhão     |
| Bob      | 1991      | $1.5 bilhão        | $2.1 bilhão     |
| Eloise   | 1975      | $550 milhões       | $2.1 bilhão     |
| Carla    | 1961      | $325 milhões       | $2.0 bilhão     |
| Marilyn  | 1995      | $1.5 bilhão        | $1.9 bilhão     |
| Roxanne  | 1995      | $1.5 bilhão        | $1.9 bilhão     |
| Gloria   | 1985      | $900 milhões       | $1.6 bilhão     |
| Dean     | 2007      | $1.5 bilhão        | $1.4 bilhão     |
| Stan     | 2005      | $1.5 bilhão        | $1.5 bilhão     |
| Inez     | 1966      | $217 milhões       | $1.3 bilhão     |
| Cleo     | 1964      | $198.5 milhões     | $1.2 bilhão     |
| Beulah   | 1967      | $207.7 milhões     | $1.1 bilhão     |
| Audrey   | 1957      | $150 milhões       | $1.0 bilhão     |
| Lili     | 2002      | $860 milhões       | $920 milhões    |
| Dora     | 1964      | $250 milhões       | $910 milhões    |
| Elena    | 1985      | $450 milhões       | $800 milhões    |
| Hilda    | 1964      | $126 milhões       | $760 milhões    |
| Noel     | 2007      | $680 milhões       | $680 milhões    |
| Carmen   | 1974      | $152 milhões       | $630 milhões    |
| Ione     | 1955      | $88 milhões        | $600 milhões    |
| Hortense | 1996      | $500 milhões       | $600 milhões    |
| Lenny    | 1999      | $330 milhões       | $380 milhões    |
| Isidore  | 2002      | $330 milhões       | $350 milhões    |
| Connie   | 1955      | $50 milhões        | $345 milhões    |
| Janet    | 1955      | $47.8 milhões      | $330 milhões    |
| Fabian   | 2003      | $300 milhões       | $320 milhões    |
| Paloma   | 2008      | $315 milhões       | $315 milhões    |
| Edna     | 1954      | $40 milhões        | $280 milhões    |
| Keith    | 2000      | $225 milhões       | $250 milhões    |
| Juan     | 2003      | $200 milhões       | $210 milhões    |
| Iris     | 2001      | $150 milhões       | $160 milhões    |
| Diana    | 1990      | $90.7 milhões      | $130 milhões    |
| Gracie   | 1959      | $14 milhões        | $90 milhões     |
| Felix    | 2007      | $50.3              | $50.3 milhões   |
| Cesar    | 1996      | $39 milhões        | $50 milhões     |
| Klaus    | 1990      | $1 milhões         | $1.6 milhões    |
| Anita    | 1977      | Desconhecido       | Desconhecido    |

### Lista por número de vítimas mortais

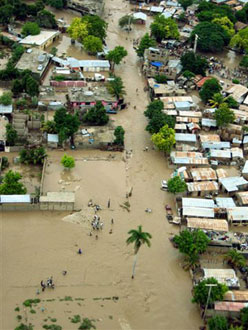
Inundações em Gonaïves, Haiti pelo furacão Jeanne. Jeanne matou a mais de 3.000 pessoas em Haiti, pelo que é um dos furacões mais mortais na história

Lista com todos o nome de furacões retirados pelo número de mortes que causaram.
Os nomes pelo geral são retirados por duas razões, já seja porque foram particularmente prejudiciais ou particularmente mortais. Enquanto muitas tempestades causaram danos, poucas causaram perdas de vidas, as tempestades mais mortais também causaram graves danos.
Muitas tempestades causaram vítimas mortais não pelos seus fortes ventos, mas mais através das inundações - marejadas ou inundações terra adentro devido às chuvas. A marejada tem o maior potencial de mortes, mas com as previsões de advertências modernas, o risco pode ser quase eliminado, mas o potencial é ainda muito alto para uma catástrofe nos lugares onde os sistemas de alerta não estão em seu lugar ou são ignorados. As inundações do interior, pelo contrário, são impredecíveis porque dependem em grande parte da interacção de um furacão com o terreno e com outros sistemas de tempo próximo.
Devido à incerteza no número de mortos, uma ordem exacta das tempestades não é sempre possível.
| Nome     | Temporada | Mortes directas | Localização Primária                                |
| -------- | --------- | --------------- | --------------------------------------------------- |
| Mitch    | 1998      | 18,000          | Nicarágua, Honduras, El Salvador, Guatemala         |
| Fifi     | 1974      | 10,000          | Honduras                                            |
| Flora    | 1963      | 8,000           | Haiti, Cuba                                         |
| Jeanne   | 2004      | 3,035           | Gonaïves, Haiti                                     |
| Stan     | 2005      | 2,080           | México, El Salvador. Guatemala                      |
| David    | 1979      | 2,068           | República Dominicana, Dominica                      |
| Katrina  | 2005      | 1,836           | Flórida até a Luisiana                              |
| Hazel    | 1954      | 1,200           | Haiti, Costa Leste dos Estados Unidos, Ontário      |
| Inez     | 1966      | 1,000           | Caraíbas, México                                    |
| Janet    | 1955      | 687             | México, Belize, Barbados                            |
| Georges  | 1998      | 604             | Ilha de São Domingos                                |
| Audrey   | 1957      | 419             | Luisiana                                            |
| Donna    | 1960      | 364             | Porto Rico, Bahamas, Costa Leste dos Estados Unidos |
| Gilbert  | 1988      | 341             | México, Caraíbas                                    |
| Joan     | 1988      | 334             | Colômbia, Venezuela e América Central               |
| Hattie   | 1961      | 275             | Belize                                              |
| Allen    | 1980      | 261             | Ilha de São Domingos                                |
| Camille  | 1969      | 259             | Mississippi, Virgínia                               |
| Cleo     | 1964      | 217             | Pequenas Antilhas                                   |
| Diane    | 1955      | 200             | Estados Unidos                                      |
| Ike      | 2008      | 195             | Ilha de São Domingos, Estados Unidos                |
| Noel     | 2007      | 169             | Ilha de São Domingos                                |
| Diana    | 1990      | 139             | México                                              |
| Felix    | 2007      | 133             | Nicarágua                                           |
| Agnes    | 1972      | 129             | Estados Unidos                                      |
| Ivan     | 2004      | 124             | Estados Unidos, Caraíbas, Alabama-Flórida           |
| Rita     | 2005      | 120             | Texas - Luisiana                                    |
| Gustav   | 2008      | 112             | Ilha de São Domingos, Estados Unidos                |
| Dennis   | 2005      | 89              | Haiti, Cuba, Alabama - Flórida                      |
| Floyd    | 1999      | 87              | Carolina do Norte                                   |
| Eloise   | 1975      | 80              | Antilhas Maiores, Estados Unidos                    |
| Betsy    | 1965      | 76              | Luisiana                                            |
| Hugo     | 1989      | 76              | Guadeloupe, Montserrat, Carolina do Sul             |
| Opal     | 1995      | 69              | Guatemala, México                                   |
| Carol    | 1954      | 68              | New England                                         |
| Cesar    | 1996      | 67              | Colômbia e América Central                          |
| Andrew   | 1992      | 65              | Flórida, Luisiana                                   |
| Wilma    | 2005      | 63              | Haiti, Quintana Roo, Flórida                        |
| Beulah   | 1967      | 58              | Texas, México, Martinique                           |
| Allison  | 2001      | 55              | Estados Unidos                                      |
| Isabel   | 2003      | 51              | Estados Unidos                                      |
| Frances  | 2004      | 49              | Flórida                                             |
| Dean     | 2007      | 44              | Haiti, México                                       |
| Carla    | 1961      | 43              | Texas                                               |
| Keith    | 2000      | 40              | América Central                                     |
| Hortense | 1996      | 39              | República Dominicana, Porto Rico                    |
| Hilda    | 1964      | 38              | Luisiana                                            |
| Charley  | 2004      | 35              | Flórida, Jamaica                                    |
| Íris     | 2001      | 31              | Belize                                              |
| Edna     | 1954      | 29              | New England                                         |
| Fran     | 1996      | 26              | Carolina do Norte, Estados Unidos                   |
| Gracie   | 1959      | 22              | Virginia, Carolina do Sul, Geórgia                  |
| Alicia   | 1983      | 21              | Texas                                               |
| Connie   | 1955      | 20              | Estados Unidos                                      |
| Bob      | 1991      | 18              | Estados Unidos                                      |
| Luis     | 1995      | 17              | Ilha de San Martin, Caraíbas                        |
| Lenny    | 1999      | 17              | Pequenas Antilhas, Colômbia                         |
| Michelle | 2001      | 17              | Honduras, Cuba, Nicarágua                           |
| Celia    | 1970      | 16              | Texas, Cuba                                         |
| Lili     | 2002      | 15              | St. Vincent, Jamaica, Haiti                         |
| Frederic | 1979      | 14              | Mississippi, Alabama                                |
| Roxanne  | 1995      | 14              | México                                              |
| Marilyn  | 1995      | 13              | St. Thomas, Ilhas Virgens Americanas, Porto Rico    |
| Klaus    | 1990      | 11              | Martinique, Estados Unidos                          |
| Anita    | 1977      | 10              | México                                              |
| Gloria   | 1985      | 8               | Estados Unidos                                      |
| Fabian   | 2003      | 8               | Bermuda                                             |
| Juan     | 2003      | 8               | Canadá                                              |
| Ione     | 1955      | 7               | Carolina do Norte                                   |
| Isidore  | 2002      | 7               | México, Luisiana                                    |
| Carmen   | 1974      | 4               | Luisiana                                            |
| Elena    | 1985      | 4               | Mississippi                                         |
| Dora     | 1964      | 3               | Estados Unidos                                      |
| Paloma   | 2008      | 1               | Jamaica                                             |

## Entradas em Terra

O furacão Charley entrando em terra a 13 de agosto do 2004 em sua máxima intensidade. O furacão Charley foi o primeiro de categoria 4 em tocar terra nos Estados Unidos em 12 anos

Tocar terra nos ciclones tropicais define-se como o movimento do centro do olho sobre a terra. Os danos de um ciclone tropical costumam ser maiores onde toca terra.
Na seguinte lista, os furacões retirados listam-se em ordem cronológica, com os seus lugares onde chegaram a terra incluídos na coluna de força na escala Saffir-Simpson no momento de tocar terra. Dentro de uma célula, as entradas em terra listam-se em ordem cronológica. Dois furacões retirados, Klaus e Fabián, nunca chegaram a terra. Ignoraram-se da lista. Alguns sistemas retirados também chegaram a terra como depressão tropical, mas as depressões não se seguiram até à década de 1990 e pelo que se ignoram também.
| Nome     | Temporada | Terra                  | Terra                        | Terra                                                        | Terra                                      | Terra                             | Terra                              | Terra |
| Nome     | Temporada | Categoria 5            | Categoria 4                  | Categoria 3                                                  | Categoria 2                                | Categoria 1                       | Tempestade tropical                |       |
| -------- | --------- | ---------------------- | ---------------------------- | ------------------------------------------------------------ | ------------------------------------------ | --------------------------------- | ---------------------------------- | ----- |
| Carol    | 1954      |                        |                              |                                                              | Nova York & Connecticut                    |                                   |                                    |       |
| Edna     | 1954      |                        |                              |                                                              |                                            | Massachusetts & Maine             |                                    |       |
| Hazel    | 1954      |                        | Carolina do Norte            |                                                              | Haiti & Bahamas                            |                                   |                                    |       |
| Connie   | 1955      |                        |                              |                                                              |                                            | Carolina do Norte                 |                                    |       |
| Diane    | 1955      |                        |                              |                                                              |                                            | Carolina do Norte                 |                                    |       |
| Ione     | 1955      |                        |                              |                                                              |                                            | Carolina do Norte                 |                                    |       |
| Janet    | 1955      | Quintana Roo           |                              |                                                              | Veracruz                                   |                                   |                                    |       |
| Audrey   | 1957      |                        | Texas                        |                                                              |                                            |                                   |                                    |       |
| Gracie   | 1959      |                        |                              | Carolina do Sul                                              |                                            |                                   | Bahamas                            |       |
| Donna    | 1960      |                        | Bahamas & Flórida            |                                                              | Carolina do Norte, Nova York & Connecticut |                                   |                                    |       |
| Carla    | 1961      |                        | Texas                        |                                                              |                                            |                                   |                                    |       |
| Hattie   | 1961      |                        | Belize                       |                                                              |                                            |                                   |                                    |       |
| Flora    | 1963      |                        | Haiti                        | Cuba                                                         | Cuba                                       |                                   |                                    |       |
| Cleo     | 1964      |                        | Guadalupe & Haiti            |                                                              | Flórida                                    | Cuba                              | Geórgia                            |       |
| Dora     | 1964      |                        |                              |                                                              | Flórida                                    |                                   |                                    |       |
| Hilda    | 1964      |                        |                              | Luisiana                                                     |                                            |                                   | Cuba                               |       |
| Betsy    | 1965      |                        |                              | Bahamas, Flórida & Luisiana                                  |                                            |                                   |                                    |       |
| Inez     | 1966      |                        |                              | Haiti, Cuba & Tamaulipas                                     |                                            | Cuba & Florida Keys               |                                    |       |
| Beulah   | 1967      |                        | Quintana Roo                 |                                                              |                                            |                                   |                                    |       |
| Camille  | 1969      | Luisiana & Mississippi |                              |                                                              | Cuba                                       |                                   |                                    |       |
| Celia    | 1970      |                        |                              | Texas                                                        |                                            |                                   |                                    |       |
| Agnes    | 1972      |                        |                              |                                                              |                                            | Flórida                           | Nova York                          |       |
| Carmen   | 1974      |                        | Quintana Roo                 | Luisiana                                                     |                                            |                                   |                                    |       |
| Fifi     | 1974      |                        |                              |                                                              | Belize                                     |                                   |                                    |       |
| Eloise   | 1975      |                        |                              | Flórida                                                      |                                            | Rep. Dominicana                   | Cuba & Quintana Roo                |       |
| Anita    | 1977      | Tamaulipas             |                              |                                                              |                                            |                                   |                                    |       |
| David    | 1979      | Rep. Dominicana        |                              |                                                              | Flórida                                    | Dominica, Cuba, Bahamas & Georgia |                                    |       |
| Frederic | 1979      |                        | Alabama                      |                                                              |                                            |                                   | Porto Rico, Rep. Dominicana & Cuba |       |
| Allen    | 1980      |                        |                              | Texas                                                        |                                            |                                   |                                    |       |
| Alicia   | 1983      |                        |                              | Texas                                                        |                                            |                                   |                                    |       |
| Elena    | 1985      |                        |                              | Mississippi                                                  |                                            |                                   |                                    |       |
| Gloria   | 1985      |                        |                              |                                                              | Carolina do Norte, Nova York & Connecticut |                                   |                                    |       |
| Gilbert  | 1988      | Quintana Roo           | Jamaica & Tamaulipas         | Novo Leão                                                    |                                            |                                   |                                    |       |
| Joan     | 1988      |                        | Nicarágua                    |                                                              |                                            |                                   | Colômbia, Venezuela                |       |
| Hugo     | 1989      |                        | Porto Rico & Carolina do Sul |                                                              |                                            |                                   |                                    |       |
| Diana    | 1990      |                        |                              |                                                              | Tamaulipas                                 |                                   | Quintana Roo                       |       |
| Bob      | 1991      |                        |                              |                                                              | Rhode Island                               |                                   | Maine                              |       |
| Andrew   | 1992      | Bahamas & Flórida      | Bahamas                      | Luisiana                                                     |                                            |                                   |                                    |       |
| Luis     | 1995      |                        | Barbuda                      |                                                              |                                            |                                   |                                    |       |
| Marilyn  | 1995      |                        |                              |                                                              | St. Thomas                                 |                                   |                                    |       |
| Opal     | 1995      |                        |                              | Flórida                                                      |                                            |                                   |                                    |       |
| Roxanne  | 1995      |                        |                              | Quintana Roo                                                 |                                            |                                   |                                    |       |
| Cesar    | 1996      |                        |                              |                                                              |                                            | Nicarágua                         |                                    |       |
| Fran     | 1996      |                        |                              | Carolina do Norte                                            |                                            |                                   |                                    |       |
| Hortense | 1996      |                        |                              |                                                              |                                            | Porto Rico                        |                                    |       |
| Georges  | 1998      |                        |                              | Antigua, Ilha de São Cristóvão, Porto Rico & Rep. Dominicana | Florida Keys & Mississippi                 | Cuba                              |                                    |       |
| Mitch    | 1998      |                        |                              |                                                              |                                            | Honduras                          | Yucatán & Flórida                  |       |
| Floyd    | 1999      |                        | Bahamas                      |                                                              | Carolina do Norte                          |                                   | Nova York & Connecticut            |       |
| Lenny    | 1999      |                        | St. Croix & Saint Martin     | Anguilla                                                     | São Bartolomeu                             | Antigua                           |                                    |       |
| Keith    | 2000      |                        |                              |                                                              |                                            | Tamaulipas                        | Belize                             |       |
| Allison  | 2001      |                        |                              |                                                              |                                            |                                   | Texas & Luisiana                   |       |
| Íris     | 2001      |                        | Belize                       |                                                              |                                            |                                   |                                    |       |
| Michelle | 2001      |                        | Cuba                         |                                                              |                                            | Bahamas                           |                                    |       |
| Isidore  | 2002      |                        |                              | Yucatán Campeche                                             |                                            | Cuba                              | Luisiana                           |       |
| Lili     | 2002      |                        |                              |                                                              | Cuba (duas vezes)                          | Luisiana                          |                                    |       |
| Isabel   | 2003      |                        |                              |                                                              | Carolina do Norte                          |                                   |                                    |       |
| Juan     | 2003      |                        |                              |                                                              | Nova Scotia                                | Ilha do Príncipe Eduardo          | Québec                             |       |
| Charley  | 2004      |                        | Flórida                      | Cuba                                                         |                                            | Carolina do Sul                   |                                    |       |
| Frances  | 2004      |                        |                              | Bahamas (duas vezes)                                         | Bahamas (duas vezes) & Flórida             |                                   | Flórida                            |       |
| Ivan     | 2004      |                        |                              | Granada (país) & Alabama                                     |                                            |                                   |                                    |       |
| Jeanne   | 2004      |                        |                              | Flórida                                                      | Bahamas                                    | Rep. Dominicana                   | Porto Rico                         |       |
| Dennis   | 2005      |                        | Cuba (duas vezes)            | Flórida                                                      |                                            |                                   |                                    |       |
| Katrina  | 2005      |                        |                              | Luisiana & Mississippi                                       |                                            | Flórida                           |                                    |       |
| Rita     | 2005      |                        |                              | Texas & Luisiana                                             |                                            |                                   |                                    |       |
| Stan     | 2005      |                        |                              |                                                              |                                            | Veracruz                          | Quintana Roo                       |       |
| Wilma    | 2005      |                        | Quintana Roo (duas vezes)    | Flórida                                                      |                                            |                                   |                                    |       |
| Dean     | 2007      | Quintana Roo           |                              |                                                              | Veracruz                                   |                                   |                                    |       |
| Felix    | 2007      | Nicarágua              |                              |                                                              |                                            |                                   | Granada (país)                     |       |
| Noel     | 2007      |                        |                              |                                                              |                                            |                                   | Haiti, Cuba, Bahamas (duas vezes)  |       |
| Gustav   | 2008      |                        | Cuba (duas vezes)            |                                                              | Luisiana                                   | Haiti                             | Jamaica (duas vezes)               |       |
| Ike      | 2008      |                        | Cuba                         | Bahamas                                                      | Texas                                      | Cuba                              |                                    |       |
| Paloma   | 2008      |                        |                              |                                                              | Cuba                                       |                                   |                                    |       |
| Sandy    | 2012      |                        |                              |                                                              | Cuba                                       |                                   |                                    |       |

Fabian e Klaus não estão na lista de acima, porque não tocaram terra. Mais bem, fizeram impacto directo na terra, Fabian nas Bermudas, e Klaus em Barbuda.